# Новороздільський індустріальний парк
Новороздільський Індустріальний Парк (НРІП) — розташований у Львівській області, на теренах колишнього видобутку та збагачення сірки.
Новороздільський індустріальний парк має загальну площу 46,4га, з яких 24,2 га доступно для розміщення промислових об'єктів. Індустріальний Парк спеціалізуватиметься на промисловості еко-ощадних матеріалів, продуктів і технологій: виробництві товарів для зменшення споживання природних ресурсів, виробництві дружніх до довкілля матеріалів, виробництві матеріалів та продукції з сировини природного походження, переробці вторинної сировини та виробництві продукції з неї.

## Загальні характеристики НРІП
Новороздільський Індустріальний Парк розташований за 60 км від Львова — головного регіонального центру Західної України, за 76 км від вантажного переходу Медика/Шегині з ЄС. Ділянка парку з'єднана з трасою міжнародного значення E471 (Київ-Чоп) дорогою обласного значення довжиною 20 км.
Загальна площа ділянки індустріального парку — 46,4га, з них доступно для оренди резидентами (промисловими підприємствами — учасниками Парку) — 24,2 га. Доступні ділянки розміром від 0,5га до 15га відповідно до функціонального зонування та технічних характеристик. Ділянка розташована на колишній території державного гірничо-хімічного підприємства «Сірка», що у 2014 р. рекультивується у рамках проекту, фінансованого ЄС. Парк буде готовий для прийому компаній до 2017 р.

## Критерії вибору базових галузей НРІП
Індустріальні парки повинні мати власну концепцію розвитку, — які галузі вони розвивають, на виробництві якої продукції спеціалізуються. Це дозволяє створити конкурентні переваги для індустріальних парків і зменшити ризики для парку для компаній-учасників парку та зменшити час на залучення інвесторів, які не відповідають перевагам даного індустріального парку. Для Новороздільського індустріального парку критеріями відбору базових галузей було визначено перспективність галузей, конкурентну позицію відносно інших індустріальних парків, можливість заробити компаніям-учасникам, наявність ресурсів для відповідних галузей, перспективу зростання вартості праці та можливість розміщення у Новороздільського індустріального парку.

## Галузевий аналіз
Під час визначення базових галузей для Новороздільського Індустріального Парку було проаналізовано кілька можливих якірних галузей (основних для Парку), зокрема хімічну, фармацевтичну, виробництва на основі давальницької сировини тощо. На основі проведеного галузевого аналізу було визначено фокус Новороздільського Індустріального Парку — еко-ощадні матеріали, продукція та технології, — та відповідні базові галузі.

## Базові галузі
- Виробництво матеріалів, продуктів та технологій для зменшення споживання природних ресурсів та енергії.
- Виробництво матеріалів та продукції з сировини біологічного походження — біохімічні засоби.
- Обробка вторинної сировини.
- Виробництво матеріалів та продукції з сировини вторинного походження.

## Функціцонування Новороздільського індустріального парку
Відповідно до обраних галузей опрацьовані вимоги до учасників індустріального парку. Проведено аналіз ділянки щодо захисних зон (червоних ліній), проведене зонування та визначені окремі земельні ділянки для використання учасниками Парку. Зведений кошторис для інженерно-технічного упорядження ділянки Парку. На основі придатних до використання ділянок розрахований економічний ефект від діяльності Новороздільського індустріального парку (бізнес-план).

## Зонування Новороздільського Індустріального Парку

### Громадська зона
Зона обслуговування та прийому відвідувачів, гостей та персоналу компаній-резидентів, включає зелені насадження, парковки, велостоянки, зупинку громадського транспорту, громадські та соціальні центри, магазини, заклади харчування та інші заклади обслуговування, музей гірничої хімії та технологій.

### Зона розвитку
Територія розміщення інституцій, установ та організацій, які займаються проектами розвитку в Новороздільському індустріальному парку. Офісний центр з інкубатором, демонстраційним центром, конференц-зал. Приміщення лабораторій, майстерень та науково-дослідних установ.

### Сировинна зона
Зона прийому, первинного сортування та переробки первинної та вторинної сировини. Склади сировини, установки для навантаження та розвантаження. Місця для зберігання контейнерів (термінал).

### Логістична зона
Логістичний центр для обслуговування компаній-резидентів, стоянка для транспорту логістичного центру, автоколон резидентів. Сервісний склад.

### Технологічна зона
Технологічно необхідні об'єкти, зокрема мийка для контейнерів та транспорту для перевезення вторинної сировини, інтегрований цех фарбування, зона для очисних споруд (додаткових до основних) тощо.

### Виробнича зона (Втр)
Зона для розміщення виробництв типу «Виробництво матеріалів та продукції з сировини вторинного походження».

### Виробнича зона (Біо)
Зона для розміщення виробництв типу «Виробництво матеріалів та продукції з сировини біологічного походження».

### Виробнича зона (Ено)
Зона для розміщення виробництв типу «Виробництво матеріалів, продуктів та технологій для зменшення споживання природніх ресурсів та енергії».

### Виробнича зона (Овс)
Зона для розміщення виробництв типу «Обробка вторинної сировини».